# Педру Пруенса
Пе́дру Пруе́нса (порт. Pedro Proença; нар. 3 листопада 1970 року, Лісабон, Португалія) — португальський футбольний арбітр.

## Кар'єра
Проенса почав судити чемпіонат Португалії з 1998 року, з 2003 року є арбітром ФІФА. 2004 року відсудив три матчі, включаючи фінал, на чемпіонаті Європи серед 19-річних.
У грудні 2004 року вперше обслуговував матч Кубка УЄФА, між «АЕКом» та «Ґоріцею». У вересні 2007 року вперше працював на матчі Ліги чемпіонів, між нідерландським «ПСВ» та російським «ЦСКА». У сезоні 2006–2007 Проенсу була названо найкращим португальським арбітром року. 22 червня 2011 року Португальською федерацією був названим найкращим арбітром сезону 2010–2011.
Головний арбітр фінального матчу чемпіонат Європи 2012 року.